# Höhle von Remouchamps
Die Höhle von Remouchamps (französisch Les Grottes de Remouchamps) im Ortsteil Remouchamps der Gemeinde Aywaille  in der Provinz Lüttich ist eine der bekanntesten Schauhöhlen Belgiens. Seit 1828 ist die vierttiefste Höhle Belgiens (110 m) öffentlich zugänglich. In der Höhle herrscht das ganze Jahr eine konstante Temperatur zwischen 8 und 10 Grad Celsius.
Die Höhle besteht aus mehreren Gängen und Galerien. Am bedeutendsten ist die Höhle genannt „Die Kathedrale“ mit einer Höhe von 40 Metern, die getrennt von einer 15 Meter starken Gesteinsschicht unterhalb der Autobahn Lüttich–Bastogne liegt.
Kalkhaltiges Regenwasser speist einen unterirdischer Fluss, der in Anlehnung an den römischen Grenzfluss Rubikon genannt wird. Es braucht etwa ein bis zwei Stunden, um durch die Kalkschicht in die Höhle zu gelangen. Der Fluss wird über eine Sperre reguliert. Sein Wasser fließt in den Fluss Amel, einen Zufluss der Ourthe, ein Nebenfluss der Maas.
Besucher der Höhle werden über den natürlichen Fluss mit Booten zurück zum Eingang gebracht. Lediglich 80 Meter des über 1000 Meter langen Wasserlaufs wurden 1912 mit Dynamit in den Felsen gesprengt.